# 大江一道
大江 一道（おおえ かずみち、1928年 - ）は、日本の歴史家。
東京大学文学部西洋史学科卒業。跡見学園女子大学教授。1999年定年退職。

## 著書
- 歴史 中学生の勉強室 社会科 日本放送出版協会 1970
- 歴史を見なおす 世界は良くなっているのか 大和出版 1976 (グリーン・ブックス)
- 入門世界歴史の読み方 日本実業出版社 1985.4
- 世界と日本の歴史 6 大航海の時代 近代1 大月書店 1988.5
- 日本 朝日新聞社 1993.1 (地域からの世界史 第18巻)
- 世紀末の文化史 19世紀の暮れかた 山川出版社 1994.2
- 世界近現代全史 2-3 山川出版社 1995-97
- 新物語世界史への旅 1-2 山川出版社 2003.7

## 共著
- 学研世界史 金沢誠共著 学習研究社 1962
- 小学館の学習百科図鑑 21 人物世界の歴史 絵でみる伝記 飯倉晴武共著 小学館 1979.6
- 物語世界史への旅 山崎利男共著 山川出版社 1981.8
- 歴史のなかの子どもたち 全6巻 共編 大月書店 1990